# جيمس بولوك
جيمس بولوك هو محامي وقاضي وسياسي أمريكي، ولد في 11 سبتمبر 1810 في ميلتون في الولايات المتحدة، وتوفي في 19 أبريل 1890 في لوك هيفن، بنسيلفانيا في الولايات المتحدة. نشط حزبياً في حزب اليمين. وقد انتخب Director of the United States Mint ‏ (1 مايو 1861 – 1 سبتمبر 1866) وانتخب حاكم ولاية بنسلفانيا ‏ (16 يناير 1855 – 19 يناير 1858) وانتخب عضو مجلس النواب الأمريكي عن دائرة Pennsylvania's 13th congressional district ‏ (5 أبريل 1844 – 3 مارس 1849).